# Gérard Vergez
Pour les articles homonymes, voir Vergez.
Gérard Vergez, né le 24 décembre 1935 à Caudéran (Gironde) et mort le 24 décembre 2021 dans le 11e arrondissement de Paris, est un réalisateur, scénariste, metteur en scène et acteur français.

## Biographie
Gérard Vergez est le père de l’actrice Valérie Bagnou-Beido.
Gérard Vergez meurt le 24 décembre 2021, jour de son 86e anniversaire, dans le 11e arrondissement de Paris.

## Filmographie

### Cinéma
- 1967 : Ballade pour un chien
- 1970 : Teresa
- 1974 : La Virée superbe
- 1984 : Les Cavaliers de l'orage
- 1985 : Bras de fer
- 1988 : Deux minutes de soleil en plus

### Télévision
- 1973 : Barbara ou Ma plus belle histoire d'amour, (documentaire)
- 1974 : Un bon patriote
- 1975 : Les Cinq Dernières Minutes, (série, épisode L'Assassin fait du cinéma)
- 1975 : Le Docteur noir
- 1976 : La Folle de Chaillot
- 1976 : Assassinat de Concino Concini, coréalisé avec Jean Chatenet
- 1976 : Les Mystères de Loudun
- 1977 : L'Enlèvement du régent : Le Chevalier d'Harmental
- 1979 : Les Papas naissent dans les armoires
- 1980 : Jean Chalosse, (feuilleton)
- 1981 : Vendredi ou la vie sauvage
- 1989 : Une table pour six
- 1990 : Le Diable au corps
- 1990 : V comme vengeance, (série, épisode Une table pour six)
- 1992 : Le Droit à l'oubli
- 1993 : Senso
- 1994 : Le Feu follet
- 1995 : Machinations
- 1996 : Dans un grand vent de fleurs (feuilleton)
- 1997 à 2007 : PJ (série, saisons 1 à 11)
- 1998 : Famille de cœur
- 2000 : Oncle Paul
- 2003 : La Parité
- 2011 : L'Amour fraternel

## Théâtre

### Comédien
- 1956 : L'Arbre de Jean Dutourd, mise en scène André Reybaz, Théâtre Marigny
- 1957 : Le Repoussoir de Rafaël Alberti, mise en scène André Reybaz, Théâtre de l'Alliance française
- 1961 : Boulevard Durand d'Armand Salacrou, mise en scène André Reybaz, Centre dramatique du Nord Tourcoing, Théâtre Sarah Bernhardt
- 1970 : Ce soir, on improvise de Luigi Pirandello, mise en scène Gérard Vergez, Festival d'Avignon

### Metteur en scène
- 1957 : Ma chance et ma chanson de Georges Neveux, Théâtre du Ranelagh
- 1962 : Oreste d'Euripide
- 1965 : Caviar ou Lentilles de Giulio Scarnacci et Renzo Tarabusi, Théâtre Michel
- 1966 : La Nuit de Lysistrata d'Aristophane, Théâtre Edouard VII
- 1967 : La Famille écarlate de Jean-Loup Dabadie, Théâtre de Paris
- 1969 : Teresa de Natalia Ginzburg, Théâtre 347
- 1970 : Ce soir, on improvise de Luigi Pirandello, Festival d'Avignon
- 1971 : Des frites, des frites, des frites d'Arnold Wesker, Théâtre de Chaillot
- 1972 : Volpone de Jules Romains et Stefan Zweig, Comédie-Française
- 1974 : Chez Pierrot de Jean-Claude Grumberg, Théâtre de l'Atelier
- 1975 : La Folle de Chaillot de Jean Giraudoux, Théâtre de l'Athénée
- 1976 : Apprends-moi Céline de Maria Pacôme, Théâtre des Nouveautés
- 1978 : Le Pont japonais de Leonard Spigelgass, Théâtre Antoine
- 1978 : Les Papas naissent dans les armoires de Giulio Scarnicci et Renzo Tarabusi, Théâtre de la Michodière
- 1981 : Le Jardin d'Eponine de Maria Pacôme, Comédie des Champs-Élysées
- 1986 : Tel quel de William M. Hoffman, Studio des Champs-Elysées
- 1987 : L'Hurluberlu de Jean Anouilh, Théâtre du Palais-Royal
- 1988 : Les Liaisons dangereuses de Christopher Hampton d'après Choderlos de Laclos, Théâtre Édouard VII
- 1991 : En conduisant Miss Daisy d'Alfred Uhry, Théâtre Antoine
- 1993 : Le Visiteur d'Éric-Emmanuel Schmitt, Petit Théâtre de Paris
- 1995 : Golden Joe d'Éric-Emmanuel Schmitt, Théâtre de la Porte-Saint-Martin